# Rita Ora/Diskografie
Diese Diskografie ist eine Übersicht über die musikalischen Werke der britischen Contemporary-R&B- und Popsängerin Rita Ora. Den Quellenangaben und Schallplattenauszeichnungen zufolge hat sie bisher mehr als 33,8 Millionen Tonträger verkauft, davon alleine in ihrer Heimat über 16,5 Millionen. Ihre erfolgreichste Veröffentlichung ist die Single Black Widow mit über 6,5 Millionen verkauften Einheiten.

## Alben

### Studioalben
| Jahr | Titel Musiklabel                         | Höchstplatzierung, Gesamtwochen, AuszeichnungChartplatzierungen (Jahr, Titel, Musiklabel, Platzierungen, Wochen, Auszeichnungen, Anmerkungen) | Höchstplatzierung, Gesamtwochen, AuszeichnungChartplatzierungen (Jahr, Titel, Musiklabel, Platzierungen, Wochen, Auszeichnungen, Anmerkungen) | Höchstplatzierung, Gesamtwochen, AuszeichnungChartplatzierungen (Jahr, Titel, Musiklabel, Platzierungen, Wochen, Auszeichnungen, Anmerkungen) | Höchstplatzierung, Gesamtwochen, AuszeichnungChartplatzierungen (Jahr, Titel, Musiklabel, Platzierungen, Wochen, Auszeichnungen, Anmerkungen) | Höchstplatzierung, Gesamtwochen, AuszeichnungChartplatzierungen (Jahr, Titel, Musiklabel, Platzierungen, Wochen, Auszeichnungen, Anmerkungen) | Anmerkungen                                                 |
| Jahr | Titel Musiklabel                         | DE | AT | CH | UK | US | Anmerkungen                                                 |
| ---- | ---------------------------------------- | --- | --- | --- | --- | --- | ----------------------------------------------------------- |
| 2012 | Ora Columbia Records • Roc Nation (Sony) | DE63 (1 Wo.)DE | AT51 (1 Wo.)AT | CH15 (6 Wo.)CH | UK1 Platin · (30 Wo.)UK | — | Erstveröffentlichung: 27. August 2012 Verkäufe: + 307.500   |
| 2018 | Phoenix Atlantic Records (WMG)           | DE13 (6 Wo.)DE | AT43 (1 Wo.)AT | CH18 (2 Wo.)CH | UK11 Platin · (47 Wo.)UK | US79 (2 Wo.)US | Erstveröffentlichung: 23. November 2018 Verkäufe: + 460.000 |
| 2023 | You & I BMG Rights Management (WMG)      | DE19 (1 Wo.)DE | AT45 (1 Wo.)AT | CH25 (1 Wo.)CH | UK6 (1 Wo.)UK | — | Erstveröffentlichung: 14. Juli 2023                         |

### EPs
| Jahr | Titel Musiklabel            | Anmerkungen                                        |
| ---- | --------------------------- | -------------------------------------------------- |
| 2021 | Bang Atlantic Records (WMG) | Erstveröffentlichung: 12. Februar 2021 mit Imanbek |

## Singles

### Als Leadmusikerin
| Jahr | Titel Album                      | Höchstplatzierung, Gesamtwochen, AuszeichnungChartplatzierungen (Jahr, Titel, Album, Platzierungen, Wochen, Auszeichnungen, Anmerkungen) | Höchstplatzierung, Gesamtwochen, AuszeichnungChartplatzierungen (Jahr, Titel, Album, Platzierungen, Wochen, Auszeichnungen, Anmerkungen) | Höchstplatzierung, Gesamtwochen, AuszeichnungChartplatzierungen (Jahr, Titel, Album, Platzierungen, Wochen, Auszeichnungen, Anmerkungen) | Höchstplatzierung, Gesamtwochen, AuszeichnungChartplatzierungen (Jahr, Titel, Album, Platzierungen, Wochen, Auszeichnungen, Anmerkungen) | Höchstplatzierung, Gesamtwochen, AuszeichnungChartplatzierungen (Jahr, Titel, Album, Platzierungen, Wochen, Auszeichnungen, Anmerkungen) | Anmerkungen                                                                                   |
| Jahr | Titel Album                      | DE | AT | CH | UK | US | Anmerkungen                                                                                   |
| --- | -------------------------------- | --- | --- | --- | --- | --- | --------------------------------------------------------------------------------------------- |
| 2012 | Hot Right Now Nextlevelism • Ora | DE28 (12 Wo.)DE | AT24 (9 Wo.)AT | CH39 (3 Wo.)CH | UK1 Platin · (36 Wo.)UK | — | Erstveröffentlichung: 9. Februar 2012 Verkäufe: + 600.000; mit DJ Fresh                       |
| 2012 | How We Do (Party) Ora            | DE40 (12 Wo.)DE | AT35 (9 Wo.)AT | CH41 (1 Wo.)CH | UK1 Platin · (19 Wo.)UK | US62 (9 Wo.)US | Erstveröffentlichung: 20. März 2012 Verkäufe: + 747.500                                       |
| 2012 | R.I.P. Ora                       | DE36 (11 Wo.)DE | AT51 (2 Wo.)AT | CH46 (4 Wo.)CH | UK1 Platin · (26 Wo.)UK | — | Erstveröffentlichung: 4. Mai 2012 Verkäufe: + 677.500; feat. Tinie Tempah                     |
| 2012 | Shine Ya Light Ora               | — | — | — | UK10 Silber · (10 Wo.)UK | — | Erstveröffentlichung: 12. Oktober 2012 Verkäufe: + 200.000                                    |
| 2013 | Radioactive Ora                  | — | — | — | UK18 Silber · (10 Wo.)UK | — | Erstveröffentlichung: 8. Februar 2013 Verkäufe: + 235.000                                     |
| 2014 | I Will Never Let You Down –      | DE23 Gold · (23 Wo.)DE | AT15 (18 Wo.)AT | CH12 (20 Wo.)CH | UK1 Platin · (25 Wo.)UK | US77 (6 Wo.)US | Erstveröffentlichung: 2. April 2014 Verkäufe: + 1.250.000                                     |
| 2015 | Poison –                         | — | — | — | UK3 Platin · (14 Wo.)UK | — | Erstveröffentlichung: 18. Mai 2015 Verkäufe: + 635.000                                        |
| 2015 | Body on Me –                     | — | — | — | UK22 Gold · (14 Wo.)UK | — | Erstveröffentlichung: 7. August 2015 Verkäufe: + 460.000; feat. Chris Brown                   |
| 2017 | Your Song Phoenix                | DE13 ×3Dreifachgold · (38 Wo.)DE | AT10 Gold · (32 Wo.)AT | CH13 Platin · (38 Wo.)CH | UK7 ×2Doppelplatin · (29 Wo.)UK | US— GoldUS | Erstveröffentlichung: 26. Mai 2017 Verkäufe: + 3.776.666                                      |
| 2017 | Anywhere Phoenix                 | DE18 Gold · (25 Wo.)DE | AT18 Gold · (19 Wo.)AT | CH7 Platin · (31 Wo.)CH | UK2 ×2Doppelplatin · (32 Wo.)UK | — | Erstveröffentlichung: 20. Oktober 2017 Verkäufe: + 2.625.000                                  |
| 2018 | For You Phoenix • LP1            | DE1 Platin · (20 Wo.)DE | AT4 Gold · (16 Wo.)AT | CH3 (23 Wo.)CH | UK8 Platin · (17 Wo.)UK | US76 (3 Wo.)US | Erstveröffentlichung: 5. Januar 2018 Verkäufe: + 1.860.000; mit Liam Payne                    |
| 2018 | Proud –                          | — | — | — | — | — | Erstveröffentlichung: 19. Januar 2018                                                         |
| 2018 | Girls Phoenix                    | DE69 (9 Wo.)DE | AT62 (3 Wo.)AT | CH54 (3 Wo.)CH | UK22 Gold · (10 Wo.)UK | — | Erstveröffentlichung: 11. Mai 2018 Verkäufe: + 555.000 feat. Cardi B, Charli XCX & Bebe Rexha |
| 2018 | Let You Love Me Phoenix          | DE12 Gold · (25 Wo.)DE | AT16 Gold · (22 Wo.)AT | CH11 Gold · (28 Wo.)CH | UK4 ×2Doppelplatin · (27 Wo.)UK | US— GoldUS | Erstveröffentlichung: 21. September 2018 Verkäufe: + 3.010.000                                |
| 2019 | Only Want You Phoenix            | — | — | — | UK60 Silber · (11 Wo.)UK | — | Erstveröffentlichung: 28. Februar 2019 Verkäufe: + 200.000; feat. 6lack                       |
| 2019 | New Look Phoenix                 | — | — | — | — | — | Erstveröffentlichung: 2. August 2019 Verkäufe: + 290.000                                      |
| 2020 | How to Be Lonely –               | — | — | — | UK57 (7 Wo.)UK | — | Erstveröffentlichung: 13. März 2020                                                           |
| 2021 | Big Bang                         | DE95 (1 Wo.)DE | — | CH68 (1 Wo.)CH | UK53 (1 Wo.)UK | — | Erstveröffentlichung: 11. Februar 2021 mit David Guetta & Imanbek feat. Gunna                 |
| 2022 | Finish Line –                    | — | — | — | — | — | Erstveröffentlichung: 13. Mai 2022                                                            |
| 2022 | Barricades –                     | — | — | — | — | — | Erstveröffentlichung: 22. Juni 2022 mit Netsky                                                |
| 2023 | You Only Love Me You & I         | DE— aDE | — | — | UK57 (3 Wo.)UK | — | Erstveröffentlichung: 27. Januar 2023                                                         |
| 2023 | Praising You You & I             | — | — | — | — | — | Erstveröffentlichung: 19. April 2023 feat. Fatboy Slim                                        |
| 2023 | Don’t Think Twice You & I        | — | — | — | — | — | Erstveröffentlichung: 30. Juni 2023                                                           |
| 2023 | Look at Me Now You & I           | — | — | — | — | — | Erstveröffentlichung: 24. November 2023                                                       |
| 2024 | Shape of Me You & I              | — | — | — | — | — | Erstveröffentlichung: 26. Januar 2024                                                         |
| 2024 | Ask & You Shall Receive –        | — | — | — | — | — | Erstveröffentlichung: 31. Mai 2024                                                            |
| 2025 | Heat –                           | — | — | — | — | — | Erstveröffentlichung: 6. Juni 2025                                                            |
| 2025 | Joy –                            | — | — | — | — | — | Erstveröffentlichung: 8. August 2025                                                          |
| Folgende Lieder erschienen nicht als Single, wurden aber durch das Album zum Download und Streaming bereitgestellt und konnten somit eine Platzierung erlangen: |                                  | | | | | |                                                                                               |
| |                                  | | | | | |                                                                                               |
| 2012 | Young, Single & Sexy Ora         | — | — | — | UK54 (2 Wo.)UK | — | Charteinstieg: 8. September 2012                                                              |

### Als Gastmusikerin
| Jahr | Titel Album                                                  | Höchstplatzierung, Gesamtwochen, AuszeichnungChartplatzierungen (Jahr, Titel, Album, Platzierungen, Wochen, Auszeichnungen, Anmerkungen) | Höchstplatzierung, Gesamtwochen, AuszeichnungChartplatzierungen (Jahr, Titel, Album, Platzierungen, Wochen, Auszeichnungen, Anmerkungen) | Höchstplatzierung, Gesamtwochen, AuszeichnungChartplatzierungen (Jahr, Titel, Album, Platzierungen, Wochen, Auszeichnungen, Anmerkungen) | Höchstplatzierung, Gesamtwochen, AuszeichnungChartplatzierungen (Jahr, Titel, Album, Platzierungen, Wochen, Auszeichnungen, Anmerkungen) | Höchstplatzierung, Gesamtwochen, AuszeichnungChartplatzierungen (Jahr, Titel, Album, Platzierungen, Wochen, Auszeichnungen, Anmerkungen) | Anmerkungen |
| Jahr | Titel Album                                                  | DE | AT | CH | UK | US | Anmerkungen |
| ---- | ------------------------------------------------------------ | --- | --- | --- | --- | --- | --- |
| 2008 | 6 of 1 Thing Trust Me                                        | — | — | — | UK39 (6 Wo.)UK | — | Erstveröffentlichung: 19. Februar 2008 Begleitgesang bei Craig David                                                     |
| 2008 | Where’s Your Love Greatest Hits                              | — | — | — | UK58 (2 Wo.)UK | — | Erstveröffentlichung: 10. November 2008 Begleitgesang bei Craig David feat. Tinchy Stryder                               |
| 2008 | Hallelujah Overcome                                          | DE— GoldDE | AT53 (3 Wo.)AT | — | UK1 ×3Dreifachplatin · (20 Wo.)UK | — | Erstveröffentlichung: 14. Dezember 2008 Verkäufe: + 1.950.000; Original: Leonard Cohen Begleitgesang bei Alexandra Burke |
| 2013 | Lay Down Your Weapons I Ain’t Perfect                        | — | — | — | UK18 (3 Wo.)UK | — | Erstveröffentlichung: 8. März 2013 K Koke feat. Rita Ora                                                                 |
| 2014 | Black Widow The New Classic                                  | DE39 Gold · (24 Wo.)DE | AT25 (23 Wo.)AT | CH28 (22 Wo.)CH | UK4 Platin · (27 Wo.)UK | US3 ×5Fünffachplatin · (30 Wo.)US | Erstveröffentlichung: 8. Juli 2014 Verkäufe: + 6.522.500; Iggy Azalea feat. Rita Ora                                     |
| 2014 | Do They Know It’s Christmas? –                               | DE2 Gold · (15 Wo.)DE | AT5 (9 Wo.)AT | CH5 (7 Wo.)CH | UK1 Platin · (6 Wo.)UK | US63 (1 Wo.)US | Erstveröffentlichung: 17. November 2014 Verkäufe: + 751.000 mit Band Aid 30; Original: Band Aid                          |
| 2015 | Doing It Sucker (Deluxe Edition)                             | — | — | — | UK8 Silber · (11 Wo.)UK | — | Erstveröffentlichung: 8. Februar 2015 Verkäufe: + 200.000; Charli XCX feat. Rita Ora                                     |
| 2015 | New York Raining Original Soundtrack from Season 1 of Empire | — | — | — | UK29 (5 Wo.)UK | — | Erstveröffentlichung: 18. März 2015 Empire-Cast feat. Charles Hamilton & Rita Ora                                        |
| 2015 | Coming Home Life                                             | — | — | — | UK15 Gold · (22 Wo.)UK | — | Erstveröffentlichung: 6. November 2015 Verkäufe: + 400.000; Sigma feat. Rita Ora                                         |
| 2016 | Santa Claus Is Coming to Town –                              | — | — | — | — | — | Erstveröffentlichung: 16. Dezember 2016 DNCE feat. Various Artists Original: Harry Reser & His Orchestra                 |
| 2017 | After the Afterparty (VIP Mix) –                             | — | — | — | UK— bUK | — | Erstveröffentlichung: 3. Februar 2017 Charli XCX feat. Stefflon Don, Rita Ora & Raye                                     |
| 2017 | Bridge over Troubled Water –                                 | — | AT32 (3 Wo.)AT | CH28 (2 Wo.)CH | UK1 Gold · (5 Wo.)UK | — | Erstveröffentlichung: 21. Juni 2017; mit Artists for Grenfell Verkäufe: + 400.000; Original: Simon & Garfunkel           |
| 2017 | Lonely Together AVĪCI (01) • Phoenix                         | DE24 Platin · (32 Wo.)DE | AT18 (25 Wo.)AT | CH22 (34 Wo.)CH | UK4 ×2Doppelplatin · (26 Wo.)UK | US— PlatinUS | Erstveröffentlichung: 11. August 2017 Verkäufe: + 3.390.000; Avicii feat. Rita Ora                                       |
| 2018 | Summer Love Toast to Our Differences                         | — | — | — | — | — | Erstveröffentlichung: 23. November 2018 Rudimental feat. Rita Ora                                                        |
| 2019 | R.I.P. Mal de amores                                         | — | — | CH56 (2 Wo.)CH | — | US— Platin (Latin)US | Erstveröffentlichung: 15. März 2019 Verkäufe: + 322.000 Sofía Reyes feat. Anitta & Rita Ora                              |
| 2019 | Earth –                                                      | — | — | — | — | — | Erstveröffentlichung: 18. April 2019 Lil Dicky feat. Rita Ora                                                            |
| 2019 | Carry On Golden Hour (Japanese Edition)                      | DE46 (12 Wo.)DE | AT47 (8 Wo.)AT | CH28 Gold · (15 Wo.)CH | UK26 Silber · (10 Wo.)UK | — | Erstveröffentlichung: 19. April 2019 Verkäufe: + 380.000; Kygo feat. Rita Ora                                            |
| 2019 | Ritual The London Sessions • Est. 1989                       | — | — | CH56 (11 Wo.)CH | UK24 Platin · (19 Wo.)UK | — | Erstveröffentlichung: 31. Mai 2019 Verkäufe: + 1.445.000 Jonas Blue & Tiësto feat. Rita Ora                              |
| 2020 | Times Like These –                                           | — | — | — | UK1 (8 Wo.)UK | — | Erstveröffentlichung: 23. April 2020 als Teil der Live Lounge Allstars; Original: Foo Fighters                           |
| 2021 | You for Me Every Cloud – Silver Linings                      | DE— cDE | — | — | UK23 Silber · (13 Wo.)UK | — | Erstveröffentlichung: 2. Juli 2021 Verkäufe: + 240.000; Sigala feat. Rita Ora                                            |
| 2021 | Follow Me –                                                  | — | — | — | — | — | Erstveröffentlichung: 10. Dezember 2021 Sam Feldt feat. Rita Ora                                                         |
| 2023 | Drinkin’ Another Friday Night                                | — | — | — | UK44 (7 Wo.)UK | — | Erstveröffentlichung 25. August 2023 Joel Corry & MK feat. Rita Ora                                                      |
| 2023 | I’ll Be There –                                              | DE52 (3 Wo.)DE | — | — | — | — | Erstveröffentlichung 13. Oktober 2023 Robin Schulz feat. Rita Ora & Tiago PZK                                            |
| 2024 | Last of Us Pulse                                             | — | — | — | — | — | Erstveröffentlichung 16. Februar 2024 Gryffin feat. Rita Ora                                                             |

## Musikvideos
| Jahr | Titel                        | Regie                                              |
| ---- | ---------------------------- | -------------------------------------------------- |
| 2008 | 6 of 1 Thing                 | Phil Griffin                                       |
| 2008 | Where’s Your Love            | Steve Kemsley                                      |
| 2008 | Hallelujah                   |                                                    |
| 2011 | Hot Right Now                | Rohan Blair-Mangat                                 |
| 2012 | R.I.P.                       | Emil Nava                                          |
| 2012 | How We Do (Party)            | Marc Klasfeld                                      |
| 2012 | Shine Ya Light               | Emil Nava                                          |
| 2012 | Radioactive                  | Syndrome                                           |
| 2013 | Lay Down Your Weapons        | Courtney Phillips                                  |
| 2013 | Facemelt                     | Rankin                                             |
| 2013 | Torn Apart                   | Ted Chung, Willie T.                               |
| 2013 | I Will Never Let You Down    | Francesco Carrozzini                               |
| 2014 | Black Widow                  | Iggy Azalea, Director X.                           |
| 2014 | Do They Know It’s Christmas? | Andy Morahan                                       |
| 2015 | Doing It                     | Adam Powell                                        |
| 2015 | Poison                       | Cameron Duddy (Original) Vicky Lawton (Zdot Remix) |
| 2015 | Body on Me                   | Colin Tilley                                       |
| 2015 | Coming Home                  | Georgia Hudson                                     |
| 2017 | Your Song                    | Michael Haussman                                   |
| 2017 | Bridge over Troubled Water   |                                                    |
| 2017 | Lonely Together              | Phillip Lopez, Levan Tsikurishvili                 |
| 2017 | Anywhere                     | Declan Whitebloom                                  |
| 2018 | For You                      | Hannah Lux Davis                                   |
| 2018 | Girls                        | Helmi                                              |
| 2018 | Let You Love Me              | Malia James                                        |
| 2019 | Only Want You                | Hannah Lux Davis                                   |
| 2019 | R.I.P.                       | Eif Rivera                                         |
| 2019 | Earth                        | Federico Heller, Nigel W. Tierney                  |
| 2019 | Carry On                     | Jonathan Singer-Vine                               |
| 2019 | Ritual                       | Sophie Muller                                      |
| 2019 | New Look                     | Tatia Pilieva                                      |
| 2020 | How to Be Lonely             | Dave Meyers                                        |
| 2020 | Times Like These             |                                                    |
| 2021 | Bang                         | Jasmine Loignon                                    |
| 2021 | Big                          | Jasmine Loignon                                    |
| 2021 | You for Me                   | Clara Cullen                                       |
| 2021 | Seaside                      | John Tashiro                                       |
| 2022 | Finish Line                  |                                                    |
| 2022 | Barricades                   | Joe Mischo                                         |
| 2023 | You Only Love Me             | Charlie Sarsfield                                  |
| 2023 | Praising You                 | Taika Waititi                                      |
| 2023 | Don’t Think Twice            | Taika Waititi                                      |
| 2023 | You & I                      |                                                    |
| 2023 | I’ll Be There                | Robert Wunsch                                      |
| 2024 | Last of Us                   | Dumi Siwo                                          |
| 2024 | Ask & You Shall Receive      | Dano Cerny                                         |

## Promoveröffentlichungen
| Jahr | Titel Album                                          | Anmerkungen                                                   |
| ---- | ---------------------------------------------------- | ------------------------------------------------------------- |
| 2012 | Roc the Life Ora                                     | Erstveröffentlichung: 23. Juli 2012                           |
| 2013 | Torn Apart Reincarnated                              | Erstveröffentlichung: 15. Juni 2013 Snoop Lion feat. Rita Ora |
| 2014 | Grateful Beyond the Lights (O.S.T.)                  | Erstveröffentlichung: 11. November 2014                       |
| 2018 | Anywhere / Your Song / For You (Live at the BRITs) – | Erstveröffentlichung: 21. Februar 2018 feat. Liam Payne       |
| 2018 | Velvet Rope Phoenix (Deluxe Edition)                 | Erstveröffentlichung: 15. November 2018                       |
| 2018 | Cashmere Phoenix (Deluxe Edition)                    | Erstveröffentlichung: 19. November 2018                       |
| 2018 | Falling to Pieces Phoenix (Deluxe Edition)           | Erstveröffentlichung: 21. November 2018                       |
| 2021 | Mood Bang                                            | Erstveröffentlichung: 12. Februar 2021 mit Imanbek feat. Khea |

## Sonderveröffentlichungen

### Alben
| Jahr | Titel Musiklabel                                               | Anmerkungen                                                                  |
| ---- | -------------------------------------------------------------- | ---------------------------------------------------------------------------- |
| 2012 | Spotify Sessions Roc Nation (Sony)                             | Erstveröffentlichung: 23. September 2012 Teil der „Spotify-Sessions“-Reihe   |
| 2019 | Spotify Singles Atlantic Records (WMG)                         | Erstveröffentlichung: 4. April 2019 Teil der „Spotify-Singles“-Reihe         |
| 2023 | Apple Music Home Session: Rita Ora BMG Rights Management (BMG) | Erstveröffentlichung: 8. März 2023 Teil der „Apple-Music-Home-Session“-Reihe |

### Lieder
| Jahr | Titel Album                                           | Anmerkungen                                                                                       |
| ---- | ----------------------------------------------------- | ------------------------------------------------------------------------------------------------- |
| 2007 | 6 of 1 Thing Trust Me                                 | Erstveröffentlichung: 12. November 2007 Begleitgesang bei Craig David                             |
| 2007 | Awkward Trust Me                                      | Erstveröffentlichung: 12. November 2007 Begleitgesang bei Craig David                             |
| 2008 | Coyotes We Sing. We Dance. We Steal Things.           | Erstveröffentlichung: 13. Mai 2008 Begleitgesang bei Jason Mraz                                   |
| 2008 | Fix the World Up for You Songs for You, Truths for Me | Erstveröffentlichung: 26. September 2008 Begleitgesang bei James Morrison                         |
| 2008 | Save Yourself Songs for You, Truths for Me            | Erstveröffentlichung: 26. September 2008 Begleitgesang bei James Morrison                         |
| 2008 | Where’s Your Love Greatest Hits                       | Erstveröffentlichung: 28. November 2008 Begleitgesang bei Craig David feat. Tinchy Stryder        |
| 2009 | Hallelujah Overcome                                   | Erstveröffentlichung: 19. Oktober 2009 Begleitgesang bei Alexandra Burke; Original: Leonard Cohen |
| 2012 | Better Than You Contrast                              | Erstveröffentlichung: 27. Juli 2012 Conor Maynard feat. Rita Ora                                  |
| 2012 | Hot Right Now Nextlevelism                            | Erstveröffentlichung: 8. Oktober 2012 DJ Fresh & Rita Ora                                         |
| 2013 | Torn Apart Reincarnated                               | Erstveröffentlichung: 19. April 2013 Snoop Lion feat. Rita Ora                                    |
| 2014 | Black Widow The New Classic                           | Erstveröffentlichung: 18. April 2014 Iggy Azalea feat. Rita Ora                                   |
| 2015 | Doing It Sucker (Deluxe Edition)                      | Erstveröffentlichung: 13. Februar 2015 Charli XCX feat. Rita Ora                                  |
| 2015 | Ain’t About 2 Stop Hitnrun Phase One                  | Erstveröffentlichung: 7. September 2015 Prince feat. Rita Ora                                     |
| 2015 | Coming Home Life                                      | Erstveröffentlichung: 4. Dezember 2015 Sigma feat. Rita Ora                                       |
| 2017 | Lonely Together AVĪCI (01)                            | Erstveröffentlichung: 11. August 2017 Avicii feat. Rita Ora                                       |
| 2018 | Nowhere What Is Love?                                 | Erstveröffentlichung: 30. November 2018 Clean Bandit feat. Kyle & Rita Ora                        |
| 2019 | Summer Love Toast to Our Differences                  | Erstveröffentlichung: 25. Januar 2019 Rudimental feat. Rita Ora                                   |
| 2020 | Ritual The London Sessions • Est. 1989                | Erstveröffentlichung: 15. Mai 2020 • 11. Dezember 2020 Jonas Blue & Tiësto feat. Rita Ora         |
| 2020 | Carry On Golden Hour (Japanese Edition)               | Erstveröffentlichung: 8. Juli 2020 Kygo feat. Rita Ora                                            |
| 2021 | Seaside The Cave Sessions, Vol. 1                     | Erstveröffentlichung: 27. August 2021 Diane Warren feat. Rita Ora, Sofía Reyes & Reik             |
| 2022 | R.I.P. Mal de amores                                  | Erstveröffentlichung: 10. Februar 2022 Sofía Reyes feat. Anitta & Rita Ora                        |
| 2023 | You for Me Every Cloud – Silver Linings               | Erstveröffentlichung: 3. März 2023 Sigala feat. Rita Ora                                          |
| 2023 | Drinkin’ Another Friday Night                         | Erstveröffentlichung: 14. Juli 2023 Joel Corry & MK feat. Rita Ora                                |
| 2024 | Last of Us Pulse                                      | Erstveröffentlichung: 2. August 2024 Gryffin feat. Rita Ora                                       |

| Jahr | Titel Album                                                                       | Anmerkungen                                                         |
| ---- | --------------------------------------------------------------------------------- | ------------------------------------------------------------------- |
| 2012 | Somebody That I Used to Know (Live at BBC Radio 1) BBC Radio 1’s Live Lounge 2012 | Erstveröffentlichung: 29. Oktober 2012 Original: Gotye feat. Kimbra |
| 2015 | Are We Gonna Play? Finding Neverland: The Album                                   | Erstveröffentlichung: 9. Juni 2015 mit Sage the Gemini              |

| Jahr | Titel Soundtrack                             | Anmerkungen                                                                       |
| ---- | -------------------------------------------- | --------------------------------------------------------------------------------- |
| 2014 | Grateful Beyond the Lights                   | Erstveröffentlichung: 10. November 2014                                           |
| 2015 | New York Raining Empire, Season 1            | Erstveröffentlichung: 10. März 2015 Empire-Cast feat. Charles Hamilton & Rita Ora |
| 2018 | For You Fifty Shades of Grey – Befreite Lust | Erstveröffentlichung: 9. Februar 2018 mit Liam Payne                              |

## Statistik

### Chartauswertung
|                     | DE    | AT    | CH    | UK    | US    |
| ------------------- | ----- | ----- | ----- | ----- | ----- |
| Nummer-eins-Alben   | DE—DE | AT—AT | CH—CH | UK1UK | US—US |
| Top-10-Alben        | DE—DE | AT—AT | CH—CH | UK2UK | US—US |
| Alben in den Charts | DE3DE | AT3AT | CH3CH | UK3UK | US1US |

|                       | DE     | AT     | CH     | UK     | US    |
| --------------------- | ------ | ------ | ------ | ------ | ----- |
| Nummer-eins-Singles   | DE1DE  | AT—AT  | CH—CH  | UK8UK  | US—US |
| Top-10-Singles        | DE2DE  | AT3AT  | CH3CH  | UK17UK | US1US |
| Singles in den Charts | DE15DE | AT15AT | CH17CH | UK33UK | US5US |

### Auszeichnungen für Musikverkäufe
| Land/RegionAuszeichnungen für Musikverkäufe (Land/Region, Auszeichnungen, Verkäufe, Quellen) | Silber     | Gold       | Platin         | Diamant     | Verkäufe   | Quellen                           |
| -------------------------------------------------------------------------------------------- | ---------- | ---------- | -------------- | ----------- | ---------- | --------------------------------- |
| Australien (ARIA)                                                                            | —          | 4× Gold4   | 19× Platin19   | —           | 1.470.000  | aria.com.au                       |
| Belgien (BRMA)                                                                               | —          | 5× Gold5   | Platin1        | —           | 125.000    | ultratop.be                       |
| Brasilien (PMB)                                                                              | —          | Gold1      | 17× Platin17   | Diamant1    | 920.000    | pro-musicabr.org.br               |
| Dänemark (IFPI)                                                                              | —          | 5× Gold5   | 7× Platin7     | —           | 675.000    | ifpi.dk                           |
| Deutschland (BVMI)                                                                           | —          | 7× Gold7   | 3× Platin3     | —           | 2.500.000  | musikindustrie.de                 |
| Frankreich (SNEP)                                                                            | —          | 5× Gold5   | Platin1        | —           | 694.166    | snepmusique.com                   |
| Italien (FIMI)                                                                               | —          | 5× Gold5   | 4× Platin4     | —           | 315.000    | fimi.it                           |
| Kanada (MC)                                                                                  | —          | 4× Gold4   | 6× Platin6     | —           | 640.000    | musiccanada.com                   |
| Mexiko (AMPROFON)                                                                            | —          | Gold1      | Platin1        | —           | 90.000     | amprofon.com.mx                   |
| Neuseeland (RMNZ)                                                                            | —          | 3× Gold3   | 15× Platin15   | —           | 447.500    | aotearoamusiccharts.co.nz NZ2 NZ3 |
| Niederlande (NVPI)                                                                           | —          | Gold1      | 3× Platin3     | —           | 260.000    | nvpi.nl                           |
| Norwegen (IFPI)                                                                              | —          | Gold1      | 13× Platin13   | —           | 690.000    | ifpi.no                           |
| Österreich (IFPI)                                                                            | —          | 4× Gold4   | —              | —           | 60.000     | ifpi.at                           |
| Peru (UNIMPRO)                                                                               | —          | —          | 2× Platin2     | —           | 12.000     | Einzelnachweise                   |
| Polen (ZPAV)                                                                                 | —          | 3× Gold3   | 6× Platin6     | 3× Diamant3 | 800.000    | olis.pl                           |
| Portugal (AFP)                                                                               | —          | 4× Gold4   | 3× Platin3     | —           | 50.000     | Einzelnachweise                   |
| Schweden (IFPI)                                                                              | —          | 2× Gold2   | 3× Platin3     | —           | 220.000    | sverigetopplistan.se              |
| Schweiz (IFPI)                                                                               | —          | 2× Gold2   | 2× Platin2     | —           | 60.000     | hitparade.ch                      |
| Singapur (RIAS)                                                                              | —          | Gold1      | —              | —           | 5.000      | rias.org.sg                       |
| Spanien (Promusicae)                                                                         | —          | 5× Gold5   | 4× Platin4     | —           | 350.000    | elportaldemusica.es               |
| Vereinigte Staaten (RIAA)                                                                    | —          | 2× Gold2   | 7× Platin7     | —           | 7.060.000  | riaa.com                          |
| Vereinigtes Königreich (BPI)                                                                 | 6× Silber6 | 5× Gold5   | 21× Platin21   | —           | 16.526.000 | bpi.co.uk                         |
| Insgesamt                                                                                    | 6× Silber6 | 70× Gold70 | 138× Platin138 | 4× Diamant4 |            |                                   |